# Астрагал (ботанічний заказник)
Астрага́л — ботанічний заказник місцевого значення в Україні. Розташований між селами Андріївка та Центральне, що за 4 км на схід від міста Миронівка Миронівського району Київської області. 
Балка розташована ліворуч від траси Миронівка — Центральне за 1 км до села Центральне.
Землекористувачем є Миронівська РДА. Заказник створено рішенням Київської обласної ради від 21 червня 2012 р. № 365-19-VI.

## Опис
Це унікальна ділянка зі збереженою первинною степовою рослинністю, що займає круті схили балки (40—45°). Рослинний покрив
представлений формаціями типчака валійського та бородача звичайного. На схилах, вкритих степовою рослинністю, був виявлений рідкісний і зникаючий вид флори України – астрагал шерстистоквітковий. Цей вид занесено не лише до Червоної книги України, а й до Європей ського червоного списку. Астрагал шерстистоквітковий трапляється на схилах балки досить часто. В Україні, як і в Європі в цілому, чисельність астрагалу шерстистоквіткового скорочується, і
чисельність особин у популяціях невелика. 
Окрім астрагалу на території заказника також трапляються такі рідкісні для Київської області види, як відкасник Біберштейна, юринея вапнякова, гвоздика перетинчаста, льон шорсткий.